# 死霊館のシスター 呪いの秘密
『死霊館のシスター 呪いの秘密』（しりょうかんのシスター のろいのひみつ、原題：The Nun II）は、2023年のアメリカ合衆国のホラー映画。
「死霊館ユニバース」の6作目で、『死霊館のシスター』の続編。アメリカ合衆国では3週連続で2023年9月の週末興行成績第1位を記録する大ヒットとなった。

## あらすじ
シスター・アイリーンは生まれつき母親譲りの強い霊感を持っていた。しかし、彼女の父親は霊感の存在を信じず妻を精神病院に入院させ、娘は修道院に入れてしまった。修道女となったアイリーンは霊感に信仰心が加わり、若いながらも最強のエクソシストとなった。
数年前、アイリーンは聖カルタという女子修道院に尼僧の姿で現れた悪魔ヴァラク(シスター・ヴァラク)を、バーク神父と共に退散させた。その活躍は奇跡と見なされたが、今のアイリーンは誰にもエクソシストだと知られることなく片田舎の修道院で静かに暮らしていた。
1956年、アイリーンに悪魔ヴァラクの復活を告げるバチカンの司教。ルーマニアの聖カルタを起点に、修道女や神父が凄惨な死を遂げる怪事件が西へ西へと続いているのだ。エクソシストとして悪魔ヴァラクの狙いと次に向かう場所を探るようアイリーンに依頼する司教。だが、相棒のバーク神父はすでに病死したという。やむなく単身で老神父が焼き殺された南フランス・タラスコンの教会に向かうアイリーン。
アイリーンが乗った列車の客室に勝手に入り込む見習い修道女のデブラ。彼女は修道院の厄介者だったがアイリーンを慕い、許可も得ずに追って来たのだ。タラスコンの教会でテキパキと捜査を進め、ホテルの宿泊で支配人と交渉するデブラ。その間にアイリーンは修道女姿の悪魔ヴァラクに威され失神した。
気を失ったまま幻覚を見て、悪魔ヴァラクの狙いが聖遺物(キリストや聖人に纏る遺品)であることと、友人のモリースが危ういことを察知するアイリーン。モリースは聖カタルで悪魔に殺されかけたアイリーンを救ってくれた恩人だが、実は悪魔ヴァラクは消え去ったのではなくモリースに取り憑き、次の聖遺物を狙って西へと彼を旅させ、各地で事件を起こしていたのだ。
カトリック文書館で古文書を調べ、悪魔ヴァラクの狙いが『聖ルチアの目』という聖遺物であることを知るアイリーン。その聖遺物は、とある修道院に隠され、その修道院が現在はマダム・ローランの女子寄宿学校になっていることを知って、現地へと急ぐアイリーンとデブラ。
その頃、モリースはマダム・ローランの寄宿学校で雑用係として働いていた。世界中を旅する放浪者である彼は行く先々で働いて旅費を稼いでいたが、自分が悪魔ヴァラクに操られているとは知らずに、この学園にやって来たのだ。学園の教師でシングルマザーのケイトに好意を抱くモリース。ケイトの娘のソフィーもモリースになつき、誠実なモリースが母親と相愛になることを望んでいた。しかし、時おり無意識に不気味な行動を取るモリース。
校長のマダム・ローランが謎の死を遂げる事件が発生し、続々と親元に帰って行く生徒たち。まだ残っている生徒やモリース、ケイト母娘ら僅かな者しか居ない学園に到着するアイリーンとデブラ。ソフィーはアイリーンに、この学園が修道院だった頃からの伝説を伝えた。礼拝堂のステンドグラスに描かれたヤギこそ悪魔であり、その目が光で赤く輝くという言い伝えに従って聖遺物『聖ルチアの目』の隠し場所を見つけるアイリーン。
ステンドグラスのヤギが実体化し、怪物となって生徒たちを襲った。生徒を守って逃げるデブラ。ソフィーとアイリーンは悪魔に憑かれたモリースに襲われたが、聖遺物の霊力でモリースを倒した。だが、一瞬の隙をついてモリースは聖遺物を奪い、悪魔ヴァラクが姿を現した。ヴァラクによって地下室で焼き殺されかけるアイリーン。しかし、アイリーンは無事だった。彼女は火炙りにされても燃えなかったという聖ルチアの子孫で、同じ霊力が備わっていたのだ。
この学園の建物は、かつてワイン工場として使われた時期があり、地下室には大量の赤ワインが残っていた。教会では、赤ワインはキリストの血として信者に振る舞われる。デブラと共に祈ることでワインを聖別し、ヴァラクに浴びせるアイリーン。聖なる力に負けて悪魔ヴァラクは退散した。
正気を取り戻し、ケイトとソフィーの母娘と共に去って行くモリース。修道女ながらモリースに淡い想いを抱いていたアイリーンは、その様子を寂しげに見送った。同じ頃、心霊現象の研究家であるウォーレン夫妻の元には、神父から新たな依頼の電話が入っていた。

## キャスト
※括弧内は日本語吹替
- 修道女アイリーン: タイッサ・ファーミガ（清水理沙）
- モーリス・テリオー / フレンチー: ジョナ・ブロケ（岩田翼）
- 見習い修道女デブラ: ストーム・リード（松平春香）
- ケイト: アナ・ポップルウェル（川端麻衣）
- ヴァラク / 悪魔の尼僧: ボニー・アーロンズ
- ソフィー: ケイトリン・ローズ・ダウニー（佐倉綾音）
- ローラン校長: スザンヌ・バーティッシュ（英語版）（一柳みる）
- シモーヌ: レオンティーヌ・オンシュー（廣瀬千夏）
- セレスト: アヌーク・ダーウィン・ホームウッド（清水詩音）
- ジャック: マキシム・イライアス＝ベネ（田中苑希）
- ノワレ: パスカル・オーベール（及川いぞう）
- コンロイ: デヴィッド・ホロヴィッチ（英語版）（堀越富三郎）
- アイリーンの母: ケイト・コールブルック（折井あゆみ）

## 製作
2017年8月12日、ジェームズ・ワンが『死霊館のシスター』の続編について「現時点で、続編の可能性があるかを明言することはできません。ただ、もし『死霊館のシスター』が興行的に成功を収めたなら、続編製作の話は出てくるでしょうし、ヴァラクとロレイン・ウォーレンの物語（『死霊館』と『死霊館 エンフィールド事件』で展開された物語）をどう結びつけるのかという話も出てくるでしょう。」と述べた。
2019年4月10日、『死霊館のシスター』の続編が製作されていると報じられた。15日、アケラ・クーパーが本作の脚本を執筆することになったとの報道があった。